# Группа Рудвалиса
Группа Рудвалиса Ru — это спорадическая простая группа порядка
   214 · 33 · 53 · 7 · 13 · 29
= 145926144000
≈ 1⋅1011.

## История
Ru является одной из 26 спорадических групп, она была найдена Арунасом Рудвалисом и построена Конвеем и Уэльсом. Её мультипликатор Шура имеет порядок 2, а её группа внешних автоморфизмов тривиальна.
В 1982-м году Р. Л. Грисс показал, что Ru не может быть подфактором монстра.  Таким образом, это одна из 6 спорадических групп, называемых париями.

## Свойства
Группа Рудвалиса действует как группа перестановок ранга 3 на 4060 точках с одноточечным стабилизатором, группой Ри
2F4(2), группой автоморфизмов группы Титса. Это представление подразумевает сильно регулярный граф, в которой каждая вершина имеет 2304 соседа и 1755 несоседей. Две смежные вершины имеют 1328 общих соседей, две несмежные вершины имеют 1208 общих соседей.
Её двойное накрытие действует на 28-мерную решётку над гауссовыми целыми числами. Решётка имеет 4×4060 минимальных векторов. Если минимальные вектора отождествлять, когда один отличается на множитель 1, i, –1 или –i от другого, то 4060 классов эквивалентности можно отождествить с точками перестановок ранга 3. Сокращение этой решётки по модулю на главный идеал
{\displaystyle (1+i)\ }
даёт действие группы Рудвалиса на 28-мерном векторном пространстве над полем с 2 элементами.  Дункан (2006) использовал 28-мерную решётку для построения алгебры вершинных операторов, действующей на двойном покрытии.
Пэрротт описал группу Рудвалиса централизатором центральной инволюции. Ашбахер и Смит дали другое описание  группы Рудвалиса как одной из квазитонких групп.

## Максимальные подгруппы
Уилсон нашёл 15 классов смежности максимальных подгрупп Ru:
- 2F4(2) = 2F4(2)'.2
- 26.U3(3).2
- (22 × Sz(8)):3
- 23+8:L3(2)
- U3(5):2
- 21+4+6.S5
- PSL2(25).22
- A8
- PSL2(29)
- 52:4.S5
- 3.A6.22
- 51+2:[25]
- L2(13):2
- A6.22
- 5:4 × A5